# Philotész
Philotész (/ˈfɪlətiːz/; ókori görögül: Φιλότης) a görög mitológiában egy kisebb istennő vagy szellem (daimón), aki a szeretet, a barátság és a szexuális érintkezés megszemélyesítője volt.

## Család
Philotész az első istenek, Erebosz (Sötétség) és Nüx (Éj) lánya volt, kik az ősi káoszból származnak, ami - vagy aki - a világ megteremtésének az alapja, és szoros kapcsolatot sugall a világegyetem ellentétpárjai között, mint a fény és a sötétség, a nappal és az éjszaka.

## Mitológia
Hésziodosz Theogóniája szerint Philotész a szexuális és társas érintkezést testesítette meg. Testvérei között olyan alakok szerepelnek, mint Apaté (Csalás) és Nemeszisz (Felháborodás), akik különböző emberi érzelmeket és erkölcsi fogalmakat szimbolizálnak.
Empedoklész úgy ír róla, mint a teremtés egyik hajtóerejéről, akit Neikeával (Viszályok) párba állít. Philotész a jó dolgok mozgatórugója, míg Neikea a rosszaké. Ez az ellentétpár hangsúlyozza, hogy a világ egyensúlya az egymással szemben álló erők kölcsönhatásán alapul.
Empedoklész Philotész azonosítja Kyprisszel (Aphrodité egy másik nevével), és megjegyzi, hogy az istennő sértettnek és megbántottnak érzi magát az életpusztító áldozatok miatt. Philotész azt követelte, hogy tartózkodjanak az állatáldozatoktól, ezzel az erőszakmentesség és a tiszta szeretet eszméjét hangsúlyozva.
Philotész ábrázolása nemcsak a fizikai kapcsolatokat, hanem a társadalmi összetartozást és együttműködést is magába foglalja. A görög világban az ilyen fogalmak alapvető szerepet játszottak a közösségi harmónia fenntartásában. Az, hogy Empedoklész összekapcsolta őt a teremtés folyamatával, azt sugallja, hogy Philotész szerepe a mitológiában túlmutatott a puszta érzelmeken: az élet és a világ keletkezésének egyik alapvető elemeként tekintettek rá.